# NGC 7203
NGC 7203 (również PGC 68053) – galaktyka spiralna z poprzeczką (SB0-a), znajdująca się w gwiazdozbiorze Ryby Południowej. Odkrył ją John Herschel 27 września 1834 roku.